# Stefania Wortman
Stefania Wortman (ur. 5 listopada 1912 w Warszawie, zm. 18 czerwca 1982 tamże) – bibliotekarka, tłumaczka, redaktorka, wydawca literatury dziecięcej i krytyk literacki, wieloletnia redaktorka i kierownik redakcji wydawnictwa Nasza Księgarnia.

## Życiorys
Córka Edwarda. Studiowała filologię polską na Wydziale Humanistycznym Uniwersytetu Warszawskiego, w 1935 r.  pod kierunkiem Heleny Radlińskiej ukończyła Sekcję Bibliotekarską w warszawskim Studium Pracy Społeczno-Oświatowej Wolnej Wszechnicy Polskiej. W 1937 roku na łamach „Bluszczu” zadebiutowała jako krytyk literacki.
Po II wojnie światowej współpracowała z czasopismami „Robotnik”, „Odrodzenie”, „Nowe Książki”, „Poradnik Bibliotekarza”. Od 1954 do 1973 roku była redaktorką i kierownikiem redakcji Naszej Księgarni, odgrywając istotną rolę w ukształtowaniu profilu tego wydawnictwa. Wbrew stanowisku narzucanemu w okresie socrealizmu była przekonana o wielkich walorach baśni i jej znaczeniu w procesie wychowawczym; poglądom tym dała wyraz m.in. w opublikowanym w 1958 roku przewodniku Baśń w literaturze i w życiu dziecka. Co i jak opowiadać.
Opracowała i wydała antologie baśni polskich Woda żywa (1956) oraz U złotego źródła (1967), zbiór baśni braci Grimm (1956) i Opowieści o nieumierającym świecie – antologię baśni o śmierci (1984).
Przetłumaczyła na język polski wydanego przez Naszą Księgarnię Czarnoksiężnika ze Szmaragdowego Grodu i cztery dalsze tomy cyklu L. Franka Bauma. Inne jej przekłady to m.in. Zaczarowana skakanka Eleanor Farjeon (1957), Pan Popper i jego pingwiny (1961) Richarda Atwatera, Krawiec i jego kot Beatrix Potter (1969).
Zmarła w Warszawie, pochowana na cmentarzu Komunalnym Północnym (kwatera E-VI-5-3-1).

## Ordery i odznaczenia
- Krzyż Komandorski Orderu Odrodzenia Polski
- Srebrny Krzyż Zasługi (18 listopada 1955)[2]
- Medal Komisji Edukacji Narodowej
- Odznaka „Zasłużony Działacz Kultury”

Źródło:.